# Суперкубок Вірменії з футболу 1997
Суперкубок Вірменії з футболу 1997 — 2-й розіграш турніру. Матч відбувся 15 червня 1997 року між чемпіоном Вірменії Пюніком і володарем кубка Вірменії Араратом.
| Володар Суперкубка Вірменії 1997 |
| -------------------------------- |
|                                  |
| Пюнік Перший титул               |

## Матч

### Деталі
| 15 червня 1997 |

| Пюнік                       | 2:0      | Арарат |
| --------------------------- | -------- | ------ |
| Аветисян 75' Шахгельдян 86' | Протокол |        |

| Раздан, Єреван |